# Mándra-Idýllia
Mándra-Idýllia (grec moderne : Μάνδρα-Ειδύλλια) est un dème situé dans le district régional de l'Attique de l'Ouest dans la périphérie de l'Attique en Grèce. La municipalité de Mándra-Idýllia est essentiellement rurale. Mándra-Idýllia a été créé en 2001 par la fusion des municipalités d'Erythrés, Mándra (en) et Vília, et de la communauté d'Œné, devenus des districts municipaux. Le nom d'Idýllia reprend celui d'un dème ayant fonctionné sous diverses formes de 1835 à 1912.

## Districts municipaux

### Œnoé
La localité d'Œnoé (Οινόη / Oinói), appelée Μάζι / Mázi avant son renommage en 1919, tient son nom d'une cité antique.

### Érythrées
La localité d'Érythrées (Ερυθρές / Erythrés), appelée Κριεκούκι / Kriékouki avant son renommage en 1927, tient son nom d'une cité antique ayant appartenu à la ligue béotienne.

## Galerie

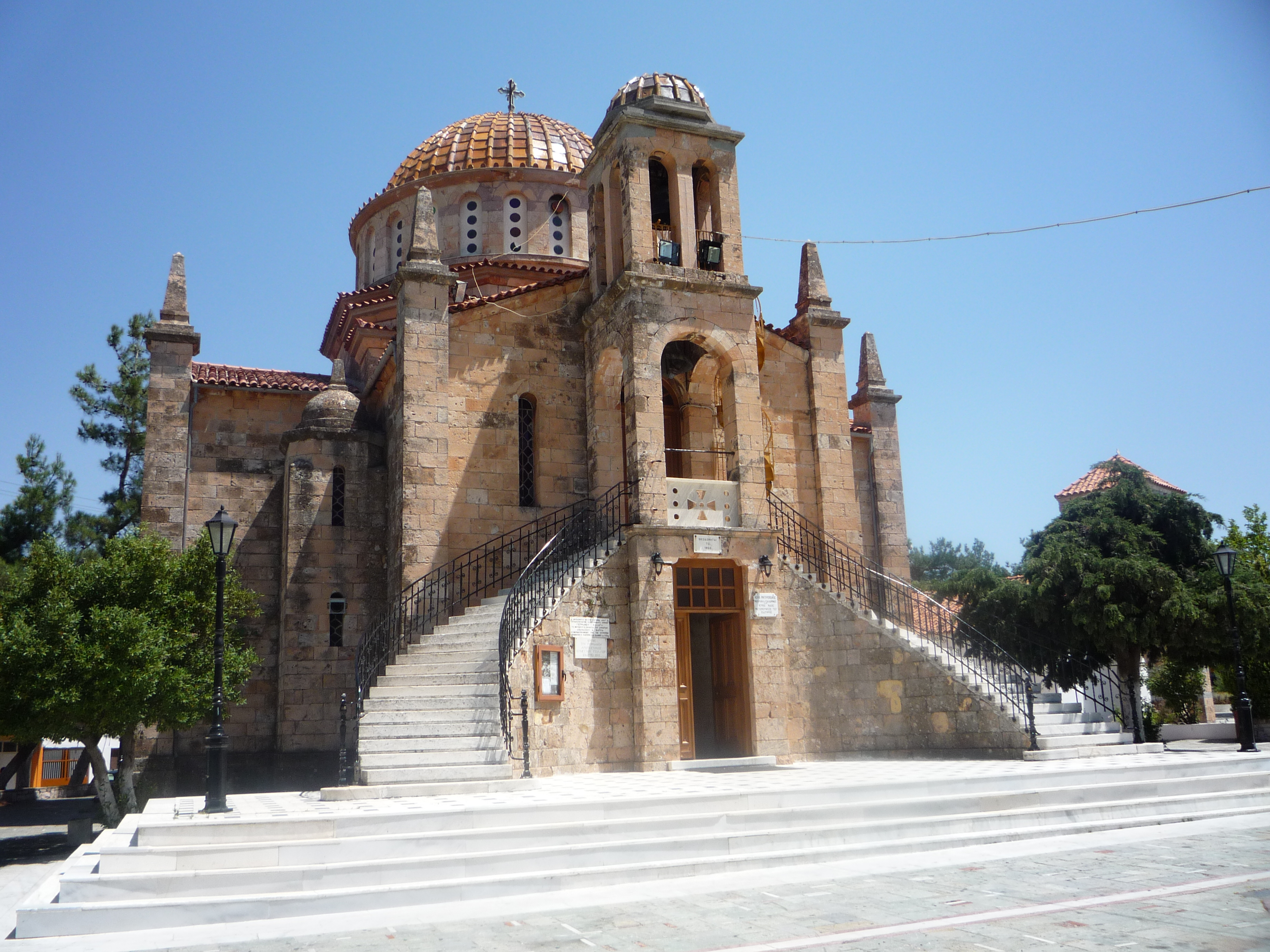
L'église de la Transfiguration à Vilia, construite par Ernst Ziller